# Хан-Мариенберг
Хан-Мариенберг (нем. Hahn bei Marienberg) — община в Германии, в земле Рейнланд-Пфальц. 
Входит в состав района Вестервальд. Подчиняется управлению Бад Мариенберг (Вестервальд).  Население составляет 465 человек (на 31 декабря 2010 года). Занимает площадь 2,20 км².